# Zakrzów (powiat sandomierski)
Zakrzów – wieś w Polsce położona w województwie świętokrzyskim, w powiecie sandomierskim, w gminie Klimontów.
W latach 1975–1998 miejscowość należała administracyjnie do województwa tarnobrzeskiego.
| SIMC    | Nazwa      | Rodzaj    |
| ------- | ---------- | --------- |
| 0796393 | Gilówka    | część wsi |
| 0796401 | Nowa Wieś  | część wsi |
| 0796418 | Stara Wieś | część wsi |

Przez miejscowość przebiega droga krajowa nr 9 z Radomia do Rzeszowa. 

## Historia
Wieś leżąca w powiecie sandomierskim województwa sandomierskiego wchodziła w XVII wieku w skład kompleksu klimontowsko-ossolińskiego dóbr Zbigniewa Ossolińskiego. 
Zakrzów, wieś i folwark w powiecie sandomierskim, gminie Klimontów, parafii Goźlice, odległe od Sandomierza 25 wiorst.
W 1882 posiadał 31 domów 248 mieszkańców. W r. 1827 było 21 domów 162 mieszkańców. 
Dobra Zakrzów po dopełnionej segregacji, składały się w roku 1888 z folwarku Zakrzów i Grabiny alias Wola Zakrzewska, rozległość mórg 691 z czego przypadało na: 
folwark Zakrzów grunty orne i ogrody mórg 361, łąk mórg 10, pastwisk mórg 40, nieużytki mórg ; budynków murowanych 1, drewnianych 22, płodozmian 11 polowy.
folwark Grabina grunty orne i ogrody mórg 256, łąk mórg 8, pastwisk mórg 4, nieużytki mórg 5, budynków drewnianych  7, w okolicy pokłady kamienia piaskowego, we wsi wiatrak.
Oraz wsi :
Zakrzów osad 59, mórg 327,
Wólka Zakrzewska osad 4, mórg 59,
Goźlice osad 22, mórg 341.
Długosz w opisie tej wsi (Goźlice) podaje za dziedziców, raz Birkowickiego Jana herbu Topór, drugi raz Andrzeja Ossowskiego też Toporczyka. Dziesięcinę z łanów kmiecych dawano kolejno, jednego roku kościołowi św. Pawła w Sandomierzu (za murami), drugiego plebanowi w Gożlioach. Dalej podaje Długosz, że wszystkich ról kmiecych dają plebanowi w Goźlicach co drugi rok, prócz pól przyległych do wsi Dwiekozy, dających kościołowi św. Pawła. Folwark rycerski, dwie karczmy i zagrodnicy dawali dziesięciny plebanowi w Goźlicach (Długosz L.B. t.II, s.315,32). 
Według registru poborowego powiatu sandomierskiego r. 1578 wieś Zakrzów miała w jednej części 4 zagrodników z rolą, 1 komornika, druga część 1 osadnika 1/4 łana. 
Część Ossolińskich 9 osad, 2 1/2 łana, 2 komorników, 1 rzemieślnika (Pawiński Małopolska, 173).
W 1925 roku w miejscowości utworzono 2 klasy szkoły powszechnej, która działała do II wojny światowej, przedszkole funkcjonowało do lat 60.
Od 1927 roku w Zakrzowie działa Ochotnicza Straż Pożarna.
W latach 1936–1938 przeprowadzono komasację gruntów. Wieś się znacznie rozciągnęła, tak powstały kolonie tak zwane: Góry Zakrzowskie, Gilówka i Smykałki.
II wojna światowa
Pod koniec okupacji niemieckiej we wsi stacjonowali kozacy, a także 2 działa dalekonośne. W 1944 roku Zakrzów znalazł się w wyzwolonym w sierpniu przyczółku Baranowsko-sandomierskim. Armia Czerwona dla bezpieczeństwa cywilów wysiedliła mieszkańców do miejscowości dalej położonych od linii frontu, takich jak Rybnica, Wólka Gieraszowska. 
W 1965 roku strażacy w czynie społecznym zbudowali we wsi remizę, bardzo nowoczesną jak na owe czasy. Strażnica składa się z obszernego garażu, dużej sali widowiskowej i 2 pomieszczeń zaplecza.